# Antón Villatoro
Antón Darío Villatoro (* 20. Juni 1970 in Boulder, Colorado, Vereinigte Staaten) ist ein ehemaliger US-amerikanisch-guatemaltekischer Radrennfahrer.

## Werdegang
Villatoro wurde in Colorado als Sohn eines Guatemalteken und einer US-Amerikanerin geboren. Er studierte an der University of Colorado und erwarb einen Abschluss im Bereich International Business and Marketing.
Als Amateur gewann Villatoro 1991 die Guatemala-Rundfahrt. Drei Jahre darauf sicherte er sich mit der guatemaltekischen Nationalmannschaft die Goldmedaille im Mannschaftszeitfahren der Mittelamerikaspiele und wurde außerdem guatemaltekischer Meister im Straßenrennen. 1995 trat er bei den Panamerikanischen Spielen an und wurde Vierter im Einzelzeitfahren. Villatoro vertrat 1996 Guatemala bei den Olympischen Sommerspielen in Atlanta in seiner US-amerikanischen Wahlheimat und wurde 25. des Zeitfahrwettbewerbs.
Im Anschluss an die Olympischen Spiele wurde Villatoro Profi beim US Postal Service Pro Cycling Team, wo er vor allem als Helfer fungierte. Er bestritt 1998 als erster Guatemalteke die Klassiker Flandern-Rundfahrt und Paris–Roubaix. Er konnte die Rennen zwar nicht beenden, machte aber bei der Flandern-Rundfahrt durch seine Beteiligung an einem Ausreißversuch einer 15-köpfigen Spitzengruppe auf sich aufmerksam.
Zur Saison 1999 wechselte er zur amerikanischen GS3-Mannschaft 7 UP-Colorado Cyclist, wo er einer der wichtigsten Fahrer war. Im gleichen Jahr nahm er erneut an den Panamerikanischen Spielen teil. Bei den nationalen Titelkämpfen der USA holte im Straßenrennen die Bronzemedaille. Im Sprint musste er sich hierbei nur Marty Jemison und Fred Rodriguez geschlagen geben. 1999 gelang Villatoro nach drei Jahren ein weiterer Sieg, als er auf der zweiten Etappe der Tour of Willamette in den USA erfolgreich war.
Im Jahr 2001 beendete Villatoro seine Karriere als Radprofi. Nach seiner Karriere war er im Bereich Sportmanagement tätig.

## Erfolge
1991
- Guatemala-Rundfahrt (Junioren)

1994
- Mannschaftszeitfahren Mittelamerika-Spiele 1994
- Guatemaltekischer Meister (Straßenrennen)

## Teams
- 1996–1998 US Postal Service Pro Cycling Team
- 1999–2000 7 UP-Colorado Cyclist